# Myung Se-bin
Myung Se-bin (10 de abril de 1975) es una actriz surcoreana. 

## Vida personal
Se casó con el abogado Kang Ho-sung en el Sheraton Walkerhill Hotel el 17 de agosto de 2007. La pareja se divorció cinco meses después, en enero de 2008.

## Carrera
Tiene un posgrado textil de la Universidad Dongguk, Fue descubierta en 1996, en una tienda en Seúl, por el cantante Shin Seung-hun, que la eligió para uno de sus vídeos. Más adelante modeló para revistas y anuncios, lo que la llevó a una carrera en la actuación. Es más conocida por los dramas Pureza, Grulla de Papel, En el Sol y Tres Hermanas.

## Filmografía

### Series de televisión
- Missing Crown Prince (MBN, 2024)[6]
- Doctora Cha (jTBC, 2023)[7][8]
- Bossam: Steal the Fate (MBN, 2021)
- Avengers Social Club (tvN, 2017) ... Lee Mi-sook
- First Love Again (KBS2, 2017) ... Lee Ha-jin
- Kill Me, Heal Me (MBC, 2015) ... Min Seo-yeon
- The King's Daughter, Soo Baek-hyang (MBC, 2013) ... Chae-hwa
- The Sons (MBC, 2013) ... Sung In-ok
- Three Sisters (SBS, 2010) ... Kim Eun-young
- Goong S (MBC, 2007) ... reina Hwa-in
- What's Up Fox (MBC, 2006) ...  (cameo)
- Special of My Life (MBC, 2006) ... Yoon Se-ra
- Wedding (KBS2, 2005) ... Shin Yoon-soo
- Span Drama episode 15: "Midnight Tea Party" (MBC, 2005) ...  manager
- The Woman Who Wants to Marry (MBC, 2004) ... Lee Shin-young
- Into the Sun (SBS, 2003) ... Jeon Hye-rin
- Who's My Love (KBS2, 2002) ... Kim Go-eun
- I Still Love You (SBS, 2001) ... Oh Soon-mi
- Some Like It Hot (MBC, 2000) ... Hyun Mi-rae
- She's the One (KBS2, 2000) ... Jung Kyung-ran
- Ghost (SBS, 1999) ... Seo Jae-young
- House Above the Waves (SBS, 1999) ... María
- Paper Crane (KBS2, 1998) ... Choi Na-hyun
- Purity (KBS2, 1998) ... Yoon Hye-jin

### Cine
- The Hotel (TBA) ... Lee Jung-eun[9]
- A Great Chinese Restaurant (1999) ... Han Mi-rae
- Scent of a Man (1998) ... Shin Eun-hye